# Hymenocoleus
Hymenocoleus là một chi thực vật có hoa trong họ Thiến thảo (Rubiaceae).

## Loài
Chi Hymenocoleus gồm các loài: